# Virbia catama
Virbia catama är en fjärilsart som beskrevs av Dyar 1913. Virbia catama ingår i släktet Virbia och familjen björnspinnare. Inga underarter finns listade i Catalogue of Life.